# ホワット・イズ・ラヴ? (ハワード・ジョーンズの曲)
「ホワット・イズ・ラヴ?」(What Is Love?) は、ハワード・ジョーンズの2枚目のシングル。1983年11月に、アルバム『Human's Lib』からシングル・カットされ、全英シングルチャートで最高2位となり、ジョーンズにとって最高のチャート順位を記録した曲となった。アメリカ合衆国では、1984年の夏に、Billboard Hot 100 の33位まで上昇した。
この曲は、もともと1982年に録音され、ライブ会場で販売されていたデモテープの時点では、「Love?」と題されていた。ジョーンズは、疑問符のモチーフを、当時はライブの広告ポスターなどに使用しており、1980年代初めのマーキー・クラブのステージでも「Howard Jones?」とだけ書かれたポスターを掲出していた。

## チャートの動きと認定

### 週間チャート
| チャート（1983年–1984年）                        | 最高位 |
| ------------------------------------------------ | ------ |
| オーストラリア（ケント・ミュージック・レポート） | 31     |
| ベルギー（ウルトラトップ 50、フランドル）        | 16     |
| カナダ・トップ・シングルズ（RPM）                | 49     |
| フランス（IFOP）                                 | 80     |
| ドイツ（ドイツ公式音楽チャート）                 | 6      |
| アイルランド（アイルランド・シングル・チャート） | 17     |
| イタリア（FIMI）                                 | 18     |
| ノルウェー（ヴェーゲー・リスタ）                 | 10     |
| ポーランド（LP3）                                | 11     |
| スウェーデン（スヴァリイェトプリストン）         | 10     |
| スイス（シュヴァイツァー・ヒットパラーデ）       | 24     |
| イギリス（全英シングルチャート）                 | 2      |
| アメリカ合衆国（Billboard Hot 100）              | 33     |
| アメリカ合衆国（キャッシュボックス）             | 35     |

### 年間チャート
| チャート（1984年）               | 順位 |
| -------------------------------- | ---- |
| ドイツ（ドイツ公式音楽チャート） | 68   |
| イタリア（FIMI）                 | 78   |

### 認定
| 国/地域                    | 認定   | 認定/売上数 |
| -------------------------- | ------ | ----------- |
| イギリス (BPI)             | Silver | 250,000^    |
| ^ 認定のみに基づく出荷枚数 |        |             |

## トラックリスト
7インチ・シングル
1. "What Is Love?" (Jones/Bryant) – 3:41
2. "It Just Doesn't Matter" (Jones/Bryant) – 3:36

12インチ・シングル
1. "What Is Love?" (Extended Version) (Jones/Bryant) – 6:33
2. "It Just Doesn't Matter" (Jones/Bryant) – 4:30
3. "Hunt The Self" (Live at the Marquee) (Jones/Bryant) – 5:36

リミテッド・エディション 12インチ・シングル
リミテッド・エディションとして、通常の12インチ・シングルに「Live at the Marquee」と題された7インチ・シングルが同梱されたものが出され、ボーナス盤の7インチ・シングルには、次の2曲が収められていた。
1. "What Can I Say" (Jones/Bryant) – 5:10
2. "Bounce Right Back" (Jones) – 5:23

デモテープ
1. "What Can I Say"
2. "Always Asking Questions"
3. "Human's Lib"
4. "Love?" (aka "What Is Love?")
5. "Risk"

### 日本盤
日本盤は、7インチ・シングルと同じ内容で、1984年6月25日にリリースされ、曲名は「ホワット・イズ・ラヴ?」、「イット・ジャスト・ダズント・マター」と表記された。